# Erik Weihenmayer
Erik Weihenmayer (* 23. září 1968 Princeton) je americký nevidomý horolezec.

## Život
Zrak ztratil kvůli vzácnému onemocnění ve věku třinácti let. Poté, co dokončil studium na Boston College, se začal věnovat pedagogické činnosti. Roku 1996 vylezl jako vůbec první slepec stěnu El Capitan (cestou The Nose). V roce 1995 vystoupil na Denali, nejvyšší horu Severní Ameriky. Roku 2001 vylezl na vrchol Mount Everest, a to jako první slepec v jeho historii. Vystoupil na nejvyšší vrcholy všech kontinentů a dokončil tak projekt Koruna planety. Jeho posledním vrcholem byla hora Puncak Jaya, kterou zlezl roku 2008. Roku 2014 projel 277 mil dlouhou oblast řeky Colorado v Grand Canyon na kajaku. Roku 2002 vydal autobiografickou knihu nazvanou Touch the Top of the World, podle níž byl v roce 2006 natočen stejnojmenný film, v němž hlavní roli ztvárnil Peter Facinelli.